# Mgła
Mgła (que traducido es "niebla") es una banda polaca de black metal, fundada en el 2000 en Cracovia por el vocalista y guitarrista Mikołaj "M." Żentara, miembro también de Kriegsmaschine. Aunque los miembros oficiales de la banda son M. y el baterista Darkside, cuentan con el apoyo del bajista ShellShocked y el guitarrista E.V.T. a la hora de tocar en vivo. Tras lanzar varios EPs, Mgla ha publicado cuatro álbumes: Groza (2008), With Hearts Toward None (2012), Exercises in Futility (2015) y Age Of Excuse (2019).

## Historia
La información sobre la identidad de los integrantes y la historia de la banda es más bien escasa, algo que no es extraño en la subcultura del black metal. Se sabe, no obstante, que el grupo nació en el 2000 como un proyecto transversal de M., quien en aquel entonces concentraba su tiempo más que todo en Kriegsmaschine, otra agrupación de black metal. Sin embargo (y como ha sido referido por el mismo M.), el estilo musical y lírico de Mgła terminó haciendo que esta ocupase la posición que antes tenía Kriegsmaschine, relegando a esta última a ser un proyecto paralelo.

## Estilo musical y lírico
Mgła se enmarca dentro del género del black metal melódico, lo cual marca varias diferencias con respecto a su musicalidad y el black metal tradicional. En tanto que este se vale, por ejemplo, de una pobre calidad de audio generada con el fin de incrementar el efecto de la "atmósfera" y dotar de la mayor autenticidad a la obra en cuestión, Mgła produce música con sonido de alta calidad.
También se diferencia del black metal tradicional en tanto que las canciones de Mgła son más complejas y melódicas en cuanto a composición se refiere. Así, la melodía (que en el black metal ha sido tradicionalmente relegada con el objetivo de hacer el género poco accesible y enfocar todo esfuerzo musical en la generación de una atmósfera determinada) adquiere un papel más importante. Para lograrlo, los riffs y solos en las piezas de Mgła son más comunes. Esto los acerca más al estilo manejado por bandas como Sacramentum y Dissection, pioneros del black metal melódico.
Líricamente, el trabajo de Mgła se concentra en temas relacionados con el existencialismo y el nihilismo. La máxima expresión de dicho interés es, precisamente, el ya mencionado Exercises in Futility.

...The irony of being an extension to nothing 

And the force of inertia is now a vital factor 

And there is despair underneath each and every action 

Each and every attempt to pierce the armour of numbness
Mgla, en Exercises in Futility I

La cita anterior ejemplifica la forma en la que Mgla trata con temas como el absurdo.

## Gira europea de 2019 y acusaciones de antisemitismo
En abril de 2019 la banda inició una gira europea junto con Revenge, y con las bandas Deus Morten y Doombringer como teloneras. La gira se vio envuelta en la polémica causada por las acusaciones de racismo y antisemitismo vertidas sobre la banda por el grupo antifascista Linkes Bündnis Gegen Antisemitismus München (en castellano: «Alianza de Izquierda contra el Antisemitismo de Munich»). El grupo antifascista  acusó a Mgła, además, de tener vínculos con la escena black metal nacionalsocialista (NSBM, por sus siglas en inglés: National Socialist Black Metal). En concreto, denunciaron que algunos miembros de Deus Morten (teloneros) han tocado con bandas de NSBM como Thunderbolt y que la canción «Judenfrei» (en castellano: «Libre de judíos»), del proyecto paralelo de Mikołaj Żentara Leichenhalle, es de temática antisemita. Además, señalaron que su actual sello era Northern Heritage Records, propiedad de Mikko Aspa, conocido ultraderechista y que tiene en su catálogo muchas bandas de NSBM y mantiene lazos con la subescena NSBM de Finlandia y Europa. La campaña terminó en la cancelación de dos de sus conciertos en Munich y Berlín. Mgła negaron las acusaciones en una entrada de su página de Facebook y demandaron judicialmente al grupo antifascista por difamación.

## Discografía
Crushing the Holy Trinity	Split	2005
Presence	EP	2006	
Mdłości	EP	2006
Mdłości + Further Down the Nest	Compilation	2007
Further Down the Nest	EP	2007	
Groza	Full-length	2008	
With Hearts Toward None	Full-length	2012
Presence / Power and Will	Compilation	2013
Exercises in Futility	Full-length	2015
Age of excsuse 	Full-length	2019